# Illice calochroma
Illice calochroma là một loài bướm đêm thuộc phân họ Arctiinae, họ Erebidae.